# Port lotniczy Czerniowce
Port lotniczy Czerniowce (IATA: CWC, ICAO: UKLN) – port lotniczy położony w Czerniowcach, w obwodzie czerniowieckim, w zachodniej Ukrainie. 

## Linie lotnicze i połączenia
Od 24 lutego 2022 r. wszystkie loty pasażerskie zostały zawieszone na czas nieokreślony. 
| Linia Lotnicza    | Kierunek          |
| ----------------- | ----------------- |
| Windrose Aviation | 1. Kijów-Boryspol |